# 蔡元凱
蔡 元凱（チェ・ウォンゲ、채원개）は日本統治時代の朝鮮の独立運動家、大韓民国の軍人。本貫は平康蔡氏（평강채씨）。号は居平（거평）。別名は蔡君仙、蔡衡世、蔡瀅錫。

## 経歴
1895年3月、平安南道寧遠郡で蔡秉黙の息子として生まれる。義明小学校を卒業。1910年、ソウルに行き五星学校に入学。学校が閉鎖されると1915年に朝鮮歩兵隊に入隊して4年間勤務した。1919年、三・一運動に参加して投獄されるが、脱獄して中国に亡命。独立軍で活動。当初歩兵隊の同期だった姜魯国より新興武官学校の教官就任を求められたが固辞し、大韓独立団に属した
1924年6月、同じく中国国内で独立運動に参加していた朴熙坤、崔天浩とともに洛陽講武堂に入学。また、同年9月の奉直戦争に参加。卒業後は一時上海の臨時政府独立新聞社におり、1925年春には駐満参議府軍務部長として独立軍の内紛の仲裁に関わっていたが、1927年、臨時政府の指示で黄埔軍官学校に赴任。第5期学生隊附や第6期編輯委員会委員を歴任し、階級は少校であった。
1930年、中国軍第59師作戦参謀に転じ、翌年春に第2師教導団団長として剿共作戦などに参加した。1932年の上海事変ののち、中国軍独立第4師参謀長として勤務した。1937年7月の日中戦争勃発後、第19集団軍総司令部作戦参謀。1938年春に広州の第4路軍高級参謀に赴任後、総司令部作戦参謀の李俊植上校とともに東山栢園を臨時政府の臨時庁舎として提供した。1939年まで中国軍軍官として活動。
1940年9月、韓国光復軍総司令部参謀処長。1941年11月、高級参謀。1943年7月、総務処長。1944年11月、高級参謀。1945年、第1支隊長。
1943年、韓国独立党中央執行委員。
終戦後の1946年12月に帰国。1947年3月、陸軍士官学校特別第3期卒業。1947年6月20日、第7連隊長。1948年2月5日、第3旅団長。1949年1月15日、第2旅団長。物資を中国に横流しており、群山港で摘発された際に濡れ衣を着せられ自殺した高級副官兼人事参謀の金泰星少領の遺書からこの事が発覚した。1949年、不名誉罷免。
1968年、建国勲章独立章授与。